# Michelle Brogan
Michelle Kathleen Brogan, coniugata Griffiths (Adelaide, 8 febbraio 1973), è un'ex cestista australiana, professionista nella WNBA.

## Carriera
Con l'Australia ha disputato due edizioni dei Giochi olimpici (Atlanta 1996, Sydney 2000), tre dei Campionati mondiali (1994, 1998, 2002) e i Campionati oceaniani del 2007.